# Scharschenga
Die Scharschenga (russisch Ша́рженьга) ist ein linker Nebenfluss des Jug in 
der Oblast Wologda in Nordwestrussland.
Die Scharschenga entspringt am Nordrussischen Landrücken. Sie durchfließt die Verwaltungsbezirke Njukseniza, Babuschkino und Nikolsk in überwiegend östlicher Richtung.
Schließlich mündet die Scharschenga 5 km südwestlich von Kurilowo in den nach Norden strömenden Jug, dem rechten Quellfluss der Nördlichen Dwina.
Die Scharschenga hat eine Länge von 183 km. Sie entwässert ein Areal von 1500 km².
Sie wird hauptsächlich von der Schneeschmelze gespeist. 
Das Frühjahrshochwasser findet in den Monaten April und Mai statt.
Weitere Hochwasserereignisse sind im Sommer und Herbst möglich.
Der mittlere Abfluss 6 km oberhalb der Mündung beträgt 12,5 m³/s.
Ende Oktober / November gefriert der Fluss. In der zweiten Aprilhälfte / Anfang Mai ist der Fluss wieder eisfrei.
Wichtigster Nebenfluss der Scharschenga ist die Andanga von rechts.
Die Siedlungen Logdus, Pleschkino, Argunowo und Selenzowo liegen entlang dem Flusslauf.